# 利克斯基特 (密蘇里州)
利克斯基特（英語：Lickskillet），又名梅普爾頓（Mapleton），是位於美國密蘇里州帕特南縣的鬼鎮。

## 歷史
名為梅普爾頓的郵局於1891年設立，其後於1909年停運。

## 地理
利克斯基特所處的海拔為高於海平面243米（即797英呎），而該地所採用的時區為UTC-6，即北美中部時區（CST）。同時該地設有夏令時間，為UTC-6調快一小時，即UTC-5（CDT）。